# Pristobunus synaptus
Pristobunus synaptus är en spindeldjursart som beskrevs av Forster 1954. Pristobunus synaptus ingår i släktet Pristobunus och familjen Triaenonychidae. Inga underarter finns listade i Catalogue of Life.